# 臺北市博嘉實驗國民小學
臺北市博嘉實驗國民小學（英語：Taipei Municipal Bojia Primary School (BJPS，簡稱博嘉實小）是一所座落於台北市文山區的公立小學，成立於1973年，全校共有國小12班、幼兒園3班，全校學生人數大約為350人，為台北市森林小學、田園小學之一。從2017年8月起轉型成為實驗學校，以美創博嘉為核心理念，課程架構包括「基礎素養課程」與「特色素養課程」，是近年實驗教育浪潮下，臺北市第一所轉型為實驗學校的公立小學。

## 校歌
蘭雅溪畔 指南鐘靈 博嘉育群英
春風化雨 陽光溫馨 桃李笑盈盈
百年樹人 弦歌齊鳴
習禮儀 知廉恥 身心平衡
勤學習 志有恆 齊步向前
鍛鍊體魄 砥礪學行
美創博嘉 你我同行
(末句原為: 立志報國 服務人群)

## 外部連結
- 臺北市立文山區博嘉國民小學 （页面存档备份，存于）（繁體中文）